# Emerson Thome
Emerson Thome (sinh ngày 30 tháng 3 năm 1972) là một cầu thủ bóng đá người Brasil.

## Sự nghiệp câu lạc bộ
Emerson Thome đã từng chơi cho Vissel Kobe.

## Thống kê câu lạc bộ

### J.League
| Đội         | Năm       | J.League | J.League | J.League Cup | J.League Cup | Tổng cộng | Tổng cộng |
| Đội         | Năm       | Trận     | Bàn      | Trận         | Bàn          | Trận      | Bàn       |
| ----------- | --------- | -------- | -------- | ------------ | ------------ | --------- | --------- |
| Vissel Kobe | 2006      | 31       | 0        | -            | -            | 31        | 0         |
| Vissel Kobe | 2007      | 9        | 0        | 1            | 0            | 10        | 0         |
| Tổng cộng   | Tổng cộng | 40       | 0        | 1            | 0            | 41        | 0         |